# Європейська вулиця (Кременчук)
Європейська ву́лиця — одна з вулиць Кременчука. Протяжність близько 1600 метрів.

## Розташування
Вулиця розташована в північній частині міста. Починається з Залізничної вулиці і прямує на захід, де розділяється на вул. Гранітну та на Автокразівський бульвар.
Проходить крізь такі вулиці (з початку вулиці до кінця):
| - Юрія Руфа - Провулок Переяславський - Провулок Глинки - Локомотивна / провулок Новогеоргієвський - Андріївська - Сержанта Мельничука - Чередницька | - Арсенальна - проспект Свободи - Петра Калнишевського - Сумська - Підгірна - Провулок Миргородський |

## Опис
Вулиця розташована у спальній частині міста, тому на ній знаходиться невелика кількість неприватних будівель. По вулиці, починаючи з перетину з проспектом Свободи і до початку, проходить межа районів Кременчука — Автозаводського й Крюківського.

## Історія назви
За часів Російської імперії вулиця Європейська носила назву Олексіївська.
За радянських часів, і до 2016 року вулиця Європейська носила назву вулиця Щорса.

## Будівлі та об'єкти
Відділення зв'язку № 12, міжміський телефонний переговорний пункт, центральна міська бібліотека.